# Arje Eli’aw
Arje Eli’aw, Lowa Eli’aw (hebr.: אריה „לובה” אליאב, ang.: Aryeh Eliav, ur. 21 listopada 1921 w Moskwie, zm. 30 maja 2010 w Tel Awiwie) – izraelski polityk lewicowy, wykładowca i działacz społeczny, z wykształcenia socjolog, w latach 1965–1979 oraz 1988–1992 poseł do Knesetu.

## Życiorys
Urodził się 21 listopada 1921 w Moskwie jako Lew Lifszyc (ros.: Лев Лифшиц). Lifszycowie wyemigrowali ze Związku Radzieckiego do Palestyny w 1924 i osiedlili w Tel Awiwie. Arje Eli’aw ukończył tam szkołę podstawową oraz słynne Gimnazjum Herzlija – pierwszą hebrajską szkołę średnią. Od 1936 był członkiem Hagany, a w czasie II wojny światowej służył w British Army (w latach 1941–1945). W latach 1946–1948 kontynuował służbę w Palmachu, a konkretnie w Paljam – oddziałach morskich odpowiedzialnych za umożliwianie Żydom docierania do Izraela mimo zakazu ze strony władz brytyjskich. Podczas wojny o niepodległość Izraela służył w świeżo sformowanej, wywodzącej się z Paljamu, izraelskiej marynarce wojennej. Z wojska odszedł w stopniu Segan allufa (podpułkownika).
Na Uniwersytecie Hebrajskim zrobił bakalaureat z historii i socjologii.
W niepodległym Izraelu początkowo pracował u boku Lewiego Eszkola w Agencji Żydowskiej (1949–1953). Obaj byli też jednymi z założycieli Partii Pracy.
W kolejnych latach łączył pracę w administracji państwowej z działaniami społecznymi, wspomaganiem żydowskiego osadnictwa i walką o obronę praw człowieka. W latach 1955–1957 zakładał moszawy w regionie Lachisz. Podczas kryzysu sueskiego w 1956 pomagał w ewakuacji żydowskich mieszkańców Port Said.
W latach 1958–1960 był pierwszym sekretarzem Ambasady Izraela w rodzinnej Moskwie, po powrocie do Izraela był jednym z założycieli osady Arad (obecnie miasta). W 1962 stanął na czele izraelskiej misji ratunkowej wysłanej na pomoc ofiarom trzęsienia ziemi w Iranie.
W  1965 zadebiutował literacko jako autor napisanej pod pseudonimem Ben-Ami książki: Between Hammer and Sickle (Między sierpem i młotem), od tego czasu przez kolejne czterdzieści lat opublikował piętnaście książek.
W wyborach parlamentarnych w 1965 po raz pierwszy dostał się do izraelskiego parlamentu z listy Koalicji Pracy (tworzonej przez partie lewicowe pod przywództwem Partii Pracy).  W szóstym Knesecie zasiadał w trzech komisjach: Pracy; Finansów oraz Gospodarki. 17 października 1966 został wiceministrem przemysłu i handlu w rządzie Lewiego Eszkola, urząd sprawował do 22 listopada tegoż roku, by powrócić nań już 28 listopada. 26 czerwca 1967 Eszkol odwołał go ze stanowiska. 12 sierpnia 1968 powrócił do tego rządu tym razem jako wiceminister ds. absorpcji imigrantów. Od 26 lutego 1969 obowiązki szefa rządu – po śmierci Eszkola – pełnił Jigal Allon. W powołanym 17 marca nowym rządzie, którego premierem została Golda Meir Eli’aw pozostał na zajmowanym stanowisku, zaś W kolejnych wyborach w październiku  ponownie został wybrany posłem. Od 1969 do 1971 roku był sekretarzem generalnym Partii Pracy. 15 grudnia wraz z całym rządem podał się do dymisji. W siódmym Knesecie zasiadał w trzech komisjach: Spraw Wewnętrznych; Spraw Zagranicznych i Obrony oraz Służby Publicznej. W 1972 stanął na czele izraelskiej misji ratunkowej śpieszącej na pomoc ofiarom trzęsienia ziemi w Nikaragui. W wyborach w 1973 roku po raz trzeci dostał się do parlamentu. W ósmym Knesecie zasiadał w komisjach Spraw Zagranicznych i Obrony; Służby Publicznej oraz Gospodarki. Podczas kadencji opuścił szeregi Koalicji Pracy, pozostając najpierw posłem niezrzeszonym, a następnie członkiem różnych nowo-powstałych ugrupowań lewicowych. W 1975 wraz z Urim Awnerim był współzałożycielem organizacji pokojowej The  Israeli Council for Israeli-Palestinian Peace. W latach 1976–1977 brał udział w rozmowach pokojowych z Organizacją Wyzwolenia Palestyny.
W wyborach w 1977 wystartował z listy koalicji skupionej wokół lewicowej partii Szeli i ponownie dostał się do parlamentu. W dziewiątym Knesecie zasiadał w komisjach Pracy i Opieki Społecznej oraz Absorpcji Imigrantów. 31 marca 1979 zrezygnował ze swego mandatu, zgodnie z przedwyborczą umową ustępując miejsca Uriemu Awneriemu. Od 1979 zaczął pracę jako nauczyciel w szkole dla dorosłych w mieście Or Akiwa. W 1981 wykładał w koledżu w Tel Chaj (w pobliżu kibucu Kefar Giladi).
W 1982 dołączył do organizacji pokojowej The International Center for Peace in the Middle East, a w latach 1982–1985 reprezentował premiera Menachema Begina w rozmowach z OWP i innymi palestyńskimi ugrupowaniami w sprawie uwolnienia izraelskich jeńców wojennych w zamian za uwolnienie palestyńskich więźniów. W wyborach parlamentarnych w 1984 bezskutecznie usiłował dostać się do Knesetu z własnej listy wyborczej. W 1986 był założycielem i pierwszym dyrektorem osady młodzieżowej Niccana. W kolejnych latach powrócił do Partii Pracy i z jej listy ponownie znalazł się w parlamencie po wyborach w 1988. W dwunastym Knesecie zasiadał w komisjach Spraw Zagranicznych i Obrony oraz Edukacji i Kultury. W 1988 otrzymał Nagrodę Izraela za specjalne zasługi dla społeczeństwa i Państwa Izrael
W 1993 był jednym z kandydatów na urząd prezydenta, ostatecznie jednak Partia Pracy nominowała na to stanowisko Ezera Weizmana. Eli’aw zmarł 30 maja 2010 w Tel Awiwie. Został pochowany na cmentarzu Trumpeldor.

## Twórczość
Eli’aw był autorem piętnastu książek:
- Between Hammer and Sickle (pod pseudonimem Ben-Ami, 1965)
- The Voyage of the Ulua (1967)
- New Targets for Israel (1969)
- The Short Cut (1970)
- Land of the Hart: Israelis, Arabs, the Territories and a Vision of the Future (1972)
- The Wind Shall Not Take Over (1974)
- Shalom: Peace in Jewish Tradition (1975)
- Ladder of Israel – A Dream and its Fall (1976)
- A Complete World (1980)
- Alternative to a Nightmare (1981)
- Autobiography: Rings of Dawn (1984)
- New Heart, New Spirit: Biblical Humanism for Modern Israel (1986)
- Coming of Peace (1995)
- Gazelle Twins (2005)
- From Both Sides of the Immigrant Camp (wraz z Josim Alfim) (2006)